# Clase Blue Ridge
La clase Blue Ridge es una serie de dos buques de comando anfibio de la Armada de los Estados Unidos.

## Historia
Los barcos de la clase Blue Ridge se planearon a principios de los años sesenta como un reemplazo de los barcos de comando obsoletos, algunos de los cuales eran de la Segunda Guerra Mundial. En 1963, se publicó el contrato de construcción para el primer barco. Dos más deberían seguir, pero en 1968, el contrato para el tercer barco fue cancelado. El USS Blue Ridge se construyó en el astillero naval de Filadelfia y se botó en 1969; al año siguiente se puso en servicio. Su barco gemelo Mount Whitney se construyó en Newport News Shipbuilding en Virginia y puso al servicio en 1971. El costo total de los barcos fue de aproximadamente 75 millones de dólares estadounidenses por unidad.

## Características generales

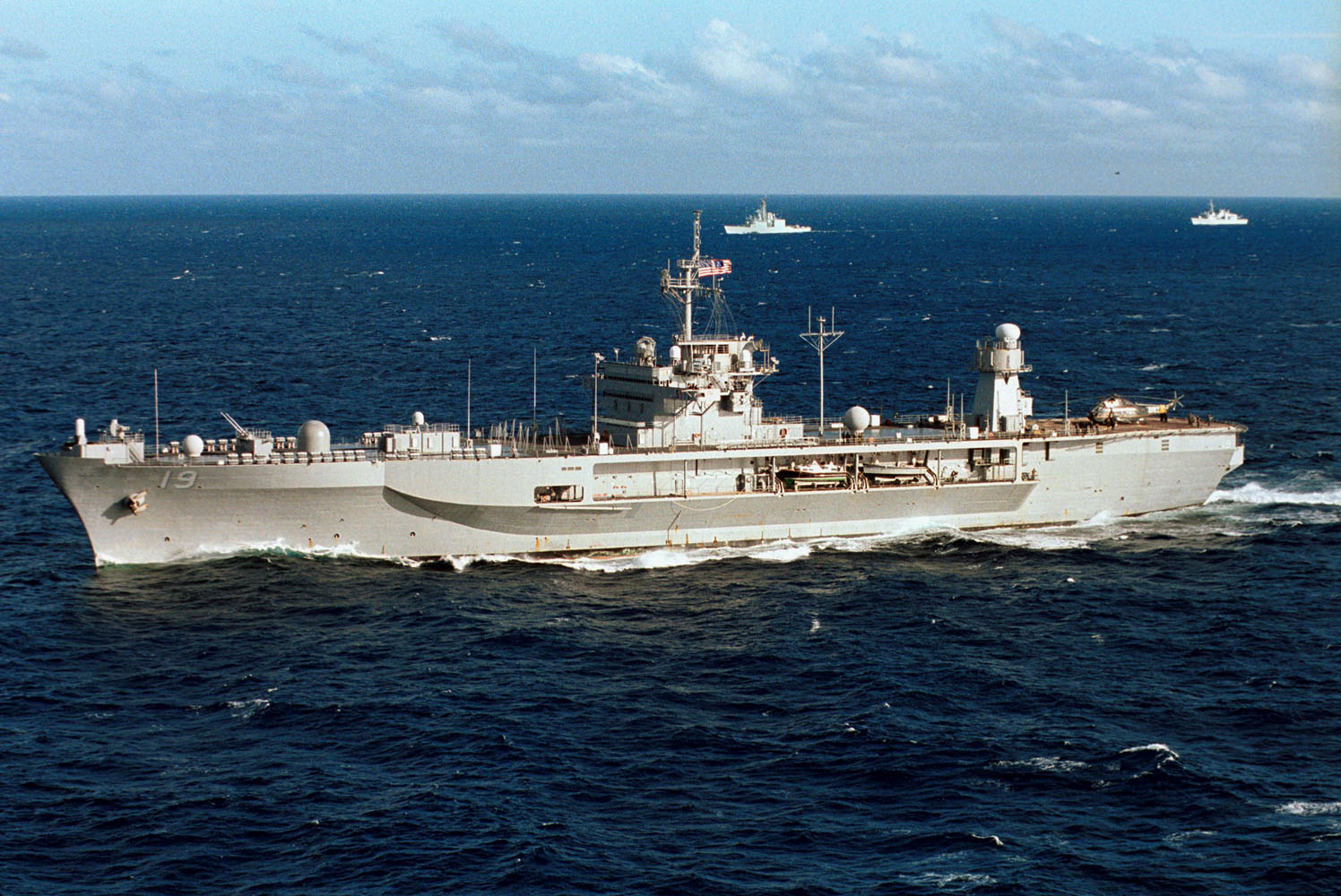
USS Blue Ridge en el año 2005.

El casco de los buques de esta clase se basó en las naves de asalto anfibias clase Iwo Jima. El casco se ha extendido ligeramente a 189 metros, y el ancho del casco en la línea de flotación es de 25,3 metros. La manga es de 33 metros. El sistema de propulsión consiste en dos calderas alimentadas con aceite que alimentan una turbina de engranaje único. Esto le da poder de 22.000 hp. La autonomía es de 13.000 millas náuticas a 16 nudos y la velocidad máxima es de 21.5 nudos.
En ambos lados, se instalaron plataformas laterales anchas para acomodar embarcaciones y embarcaciones de desembarco. Los barcos tienen un gran helipuerto en la cubierta posterior. En la cubierta superior hay numerosas antenas y sistemas de radar.

## Unidades
- USS Blue Ridge (LCC-19)[3] Activo desde 1970.
- USS Mount Whitney (LCC-20)[4] Activo desde 1971.